# Plautus

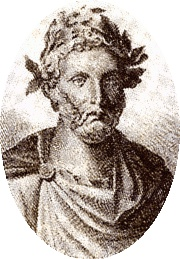
Plautus.

Titus Maccius Plautus var en romersk komediförfattare, född omkring 254 f.Kr. i Sarsina, Romagna, död omkring. 184 f.Kr. (troligen i Rom). 

## Biografi
Enligt en berättelse bevarad hos Gellius, som härrör från Varro, vars riktighet av vissa forskare på flera punkter ifrågasatts, kom Plautus tidigt till Rom, där han anställdes på teatern, enligt den vanliga tolkningen som arbetare eller underordnat biträde. Det hopsparade kapital skall han sedan ha använt för att försöka bli köpman, bland annat genom handelsresor, men misslyckats. Han återkom till Rom, där han fick plats hos en mjölnare. Under denna tjänst ska han ha skrivit ett par komedier, som snart blev succéer, och kommit upp sig samt snart blivit en berömd författare. 
Bland de omkring 130 styckena, som redan tidigt gick under Plautus namn, var på Varros tid 21 av den filologiska kritiken samstämmigt erkända som äkta. Dessa så kallade fabulæ Varronianæ är ännu i behåll, några dock i ofullständigt skick, och utgör för oss den viktigaste källan för vår kännedom om det äldre latinet, särskilt talspråket. De är alla så kallade fabulæ palliatæ, det vill säga romerska lustspel, där ämne, plats och personer är grekiska, och utgör bearbetningar av huvudsakligen den nyare attiska komedin, Menandros,  Filemon  och andra. De flesta är intrigkomedier, till exempel Pseudolus (från år 191), där huvudpersonen, den listige slaven, "storljugaren", dråpligt genomför sina skälmstycken genom att varna dem, som ska luras, just för de streck han ämnar spela dem; vidare Bacchides ("Systrarna Bacchis"); Mostellaria ("Spöket") med flera. Till karaktärsstyckena hör Aulularia ("Grytan") med förträfflig teckning av girigbuken, som gömt sitt guld i en gryta eller kruka, men omsider, trots all ängslig bevakning, blir lurad på den kära skatten; Miles gloriosus, där "den skrävlande knekten" avmålas med god färgläggning, och andra. 
Ett förväxlingsstycke är Menaechmi, med ytterst komiska förväxlingar på grund av tvillingbröderna Menaechmus' förvillande likhet; samma motiv förekommer även i Amphitruo, det enda stycke, där ämnet hämtats ur mytologin. I några lustspel, som erinrar om den senare tidens borgerliga komedi, är handlingen jämförelsevis allvarlig, som i Rudens ("Kabeln"), Captivi ("Krigsfångarna"), med flera vackra, till och med gripande partier (ett antikt "rührstück"), Trinummus ("Tredalern"), närmast ett moraliskt familjedrama, med flera.
Emot sina grekiska original tillät sig Plautus i medvetande om sin förmåga stora friheter. Så i fråga om kompositionen: stundom har han hoparbetat två stycken med besläktat innehåll till ett (så kallad litterär kontamination), ofta omdiktat hela scener, förkortat och uteslutit, utförligare behandlat vissa motiv eller uppfunnit nya, ofta förgrovat framställningen, någon gång till och med förändrat en attisk komedi till en operettartad romersk fars. Vidare med hänsyn till vad man skulle kunna kalla ämnets stilisering: i den främmande ramen inpassar han ogenerat en mångfald inhemska element, grekiskt och romerskt passerar i brokig omväxling. Också har Plautus med hänsyn till komposition och enhetlighet, begripligt nog, klandrats alltifrån antiken, vars smakdomare (till exempel Horatius), som kände till originalen bättre än vi, i detta hänseende gav den mera försiktige Terentius priset; dock måste erkännas, att en egendomlig, omisskännligt personlig stil, nästan alltid frisk och levande, genomgår det hela, liksom man ej får glömma, att Plautus stycken närmast ingalunda tjänade litterära ändamål eller avsåg högre konstnjutning, utan var beräknade för scenen och tillfredsställande av den merendels ganska obildade publikens skrattlystnad. Och i detta hänseende lämnar Plautus lustspel intet övrigt att önska: de mest komiska situationer, en flödande, låt vara oftast grovkornig, humor, kvickheter av alla slag, parodier och så vidare måste alltjämt hålla åskådarna vid gott lynne.
Som fulländad mästare framstår Plautus i språkets behandling – redan antikens kritik gav sitt oförbehållsamma erkännande åt hans raska, livliga dialog med dess friska och kärnfulla språk, där varje stämning får sitt träffande uttryck, det lidelsefulla såväl som det groteska – samt i sitt herravälde över de metriska formerna, där nyare forskning lyckats uppvisa regelbundenhet på flera ställen där man tidigare tyckt sig se oregelmässighet och självsvåld, en talang, som rikast framträder i de mångskiftande och ändå överraskande säkert byggda lyriska sångpartierna. 
Plautus lustspel återuppfördes ofta under republikens tid. Han var föga känd under medeltiden, men har i nyare tid åter kommit till heders.  Han har efterbildats av flera komediförfattare – så till exempel Aulularia av Molière i L'Avare,  Menaechmi samt Amphitruo av  William Shakespeare  i Förvillelser,  Mostellaria av Ludvig Holberg i Abracadabra; vissa stycken har ofta uppförts på originalspråket eller i översättning. 
Friedrich Wilhelm Ritschl och hans lärjungar samt Wilhelm Studemund tolkade den äldsta handskriften, den så kallade ambrosianska palimpsesten, under tidigt 1900-tal. Detta var ett mödosamt arbete eftersom texten var i mycket dåligt skick.

## Svenska översättningar
- Mostellaria
  - Spöket: komedi (översättning Vilhelm Lundström, A&W, 1896)
  - Spöket: komedi i 3 akter (översättning Ernst Wallmark, Nordin & Josephson, 1898)
- Aularia
  - Penninggrytan: en latinsk komedi (fritt omdiktad af Hilding Andersson, Gleerup, 1901)
- Rudens
  - Skeppsbrottet: komedi (översättning Ehrenfried Lundberg, Gotlands Allehanda, 1911)
- Trinummus
  - Trinummus och Fångarne: komedier (översatta av Nils Lundqvist, Norstedt, 1925). Omtryckt i Tre komedier (Forum, 1956)
- Captivi
  - Trinummus och Fångarne: komedier (översatta av Nils Lundqvist, Norstedt, 1925). Omtryckt i Tre komedier (Forum, 1956)
- Pseudolus
  - Lögnhalsen (översättning Alf Önnerfors). Ingår i Tre komedier (Forum, 1956)
- Miles gloriosus
  - Den skrävlande soldaten (översättning Alf Önnerfors, Åström, 2001)
- Amphitruo
  - Amfitryon (Amphitruo) (översättning Alf Önnerfors, Åström, 2007)